# Paavo Nurmi
Paavo Nurmi (Turku, 13 de junho de 1897 — Helsinque, 2 de outubro de 1973) foi um corredor finlandês e um dos maiores atletas de todos os tempos. Em 2012, foi imortalizado no Hall da Fama do Atletismo, criado no mesmo ano como parte das celebrações pelo centenário da IAAF.
Vegetariano desde os 12 anos de idade,
Nurmi, também conhecido como Homem Relógio– por sua mania de correr com um relógio na mão controlando seu ritmo –  fez parte dos chamados Finlandeses Voadores, termo com que ele e seus compatriotas Hannes Kolehmainen, Ville Ritola e outros, eram designados nos anos 1920, pelas suas conquistas no atletismo, quando dominaram todas as provas de meio-fundo e de longa distância nos Jogos Olímpicos e torneios da época.
Durante este período, Paavo Nurmi foi o maior corredor de meia e longa distância do mundo, quebrando diversos recordes mundiais entre os 1500 m e os 20 quilômetros, conquistando nove medalhas de ouro em Jogos Olímpicos, o que o coloca – ao lado dos americanos Michael Phelps, Carl Lewis e Mark Spitz, do Jamaicano Usain Bolt e da russa Larissa Latynina – como um dos maiores ganhadores de medalhas de ouro da história olímpica.
Depois de participar com brilhantismo dos Jogos de Antuérpia 1920, Paris 1924 e Amsterdã 1928, Paavo tentava, aos 35 anos, encerrar sua carreira em Los Angeles 1932, mas acusado de profissionalismo – por receber reembolso de despesas e viagem, numa época de rigor absoluto e conservador sobre os conceitos do amadorismo dos diretores do Comitê Olímpico Internacional – foi impedido de participar e obrigado a assistir àqueles Jogos da arquibancada do estádio.
Herói nacional da Finlândia, Nurmi causou um dos momentos mais emocionantes dos Jogos Olímpicos de Helsinque, na sua pátria, em 1952, ao entrar no estádio carregando a tocha olímpica. Quando morreu, aos 76 anos de idade,  teve um enterro com honras de Estado.
Foi recordista mundial dos 1500 metros entre 1924 e 1926; da milha entre 1923 e 1931; dos 3000 metros entre 1922 e 1925 e entre 1926 e 1932; e dos 10000 metros entre 1921 e 1937 (exceto entre maio e agosto de 1924).